# Mayizu
Mayizu (kinesiska: 马依足乡, 马依足) är en socken i Kina. Den ligger i provinsen Sichuan, i den sydvästra delen av landet, omkring 340 kilometer söder om provinshuvudstaden Chengdu. Antalet invånare är 7 088. Befolkningen består av 3 516 kvinnor och 3 572 män. Barn under 15 år utgör 41 %, vuxna 15-64 år 53 %, och äldre över 65 år 4,0 %.
Genomsnittlig årsnederbörd är 1 080 millimeter. Den regnigaste månaden är juli, med i genomsnitt 250 mm nederbörd, och den torraste är december, med 5 mm nederbörd.